# Plexus tympanique
Le plexus tympanique est formé par trois branches du  nerf tympanique (une branche du CN IX ) dans la cavité tympanique :
- le rameau tubaire,
- le nerf pétreux profond
- le nerf petit pétreux profond.

Il est situé à la surface du promontoire.
Ce plexus tympanique se ramifie en :
- le nerf petit pétreux (axones parasympathiques pré-ganglionnaires au ganglion otique)
- les branches sensorielles à la cavité tympanique

Les branches sensorielles assurent l'innervation sensorielle de la muqueuse de la cavité tympanique et de la surface interne de la membrane tympanique.
Les corps cellulaires de ces neurones se trouvent dans le ganglion supérieur du nerf glossopharyngien.